# Проспект Перемоги (Чернігів)
Проспе́кт Перемоги — проспект в Чернігові, який є однією з головних вулиць міста. Фактично складається з двох відрізків: перший довгий відрізок (3,6 км) — від Вокзальної площі до вулиці Олександра Молодчого; другий (550 м) — від Молодіжної до Левка Лук'яненка.

## Розташування
Починається від залізничного вокзалу і Вокзальної площі. Простягається на захід майже через все місто. До проспекту примикають багато вулиць та провулків. Початок проспекту проходить через центр Чернігова, тому там багато бутіків, кафе, ресторанів, готель Україна. В районі готелю Україна проспект Перемоги перетинається з проспектом Миру, іншим великим проспектом Чернігова.

## Опис
Проспект досить широкий на початку і в центрі, по 4 смуги руху в кожен бік, майже на всьому протязі (від вокзалу до П'яти кутів) облаштований дротами для руху тролейбусів. В центральній частині міста на проспекті закладено парки — Центральний парк. Від П'яти кутів і кінця — 2 смуги в кожну сторону.

## Будівлі

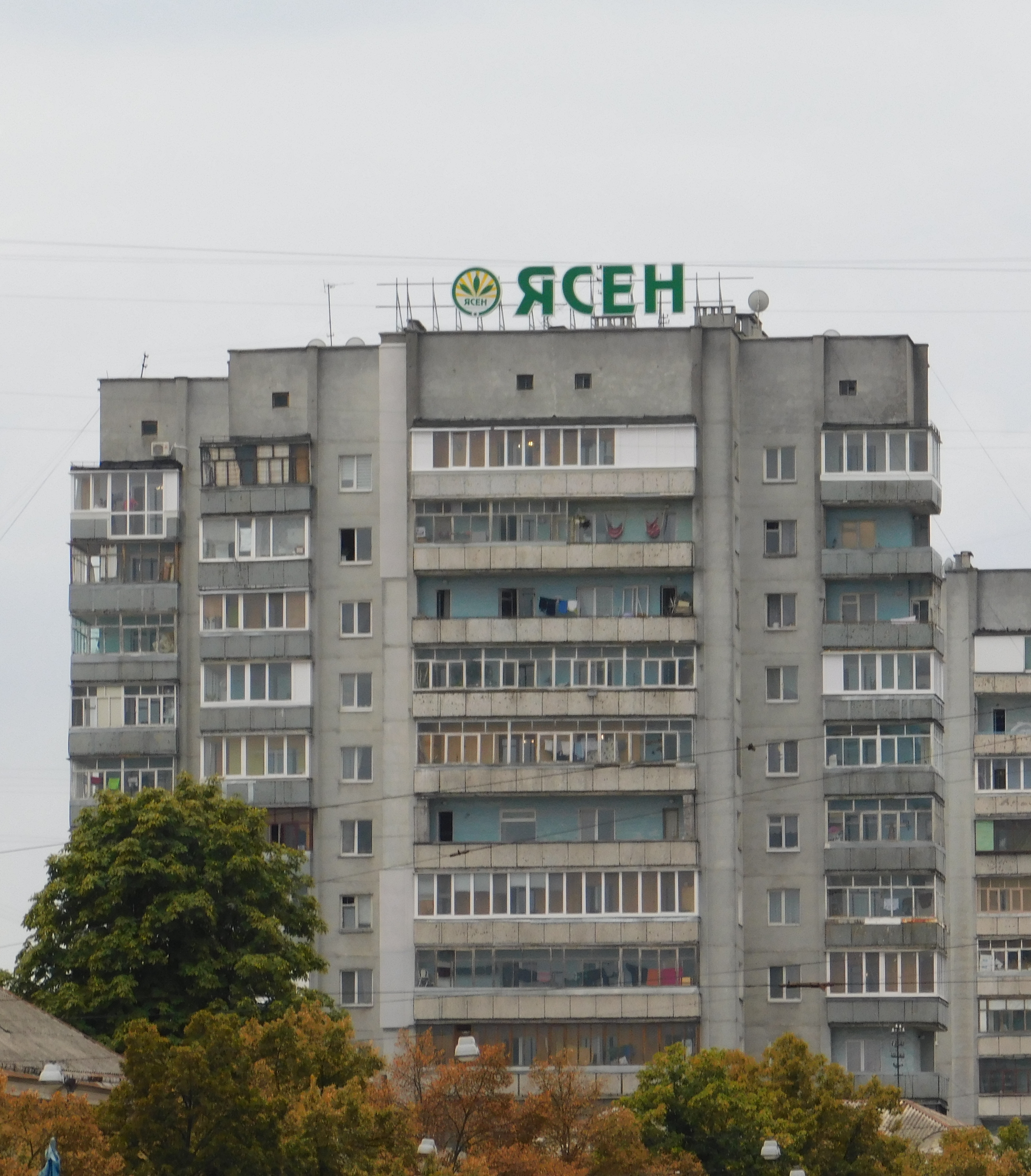
№ 75 – будинок серії 124-87-107

По проспекту розташовані відділення банків, кооперативний магазин СООР.
- № 6 — Чернігівська митниця;
- № 18 — Відділення Укрпошти №17; Піцерія Базис №5;
- № 34 — Десна Аква Спорт (басейн та тренажерний зал);
- № 41 — ПАТ Чернігівська швейна фабрика "Елегант";
- № 62 — офісний центр (колишнє видавництво "Деснянська правда"): Чернігівська філія національної телерадіокомпанії; газета "Гарт"; Караоке-клуб "Контрабас"; Приватбанк та інші компанії;
- № 60 — Альфабанк;
- №№ 63, 67, 71, 75 — 14-поверхівки серії 124-87-107
- № 67 — супер-маркет "Союз";
- № 74 — Головне управління СБУ у Чернігівській області;
- № 73 — нічний клуб "Diamond";
- № 76 — Укртелеком;
- № 91 — піцерія "Челентано";
- № 93 — ресторан "Предслава";
- № 95 — офісний центр;
- № 100 — супер-маркет ЕКО-маркет;
- № 102 — магазин "Прогрес";
- № 106 — гастроном "Прохолода";
- № 108а — культурно-діловий центр "Світогляд";
- № 110 — Палац дітей та юнацтва;
- № 126 — Чернігів Обленерго;
- № 139 — Чернігівська облспоживспілка (офісний центр);
- № 135 — ляльковий театр;
- № 141 — Деснянська районна рада;
- № 154 — Чернігівська міська стоматологічна поліклініка[1];

Також на проспекті фактично розташовуються (хоча і мають іншу адресу) єдиний Макдольдс Чернігова (в центрі міста) і поруч найбільший у Чернігові магазин АТБ.

## Галерея

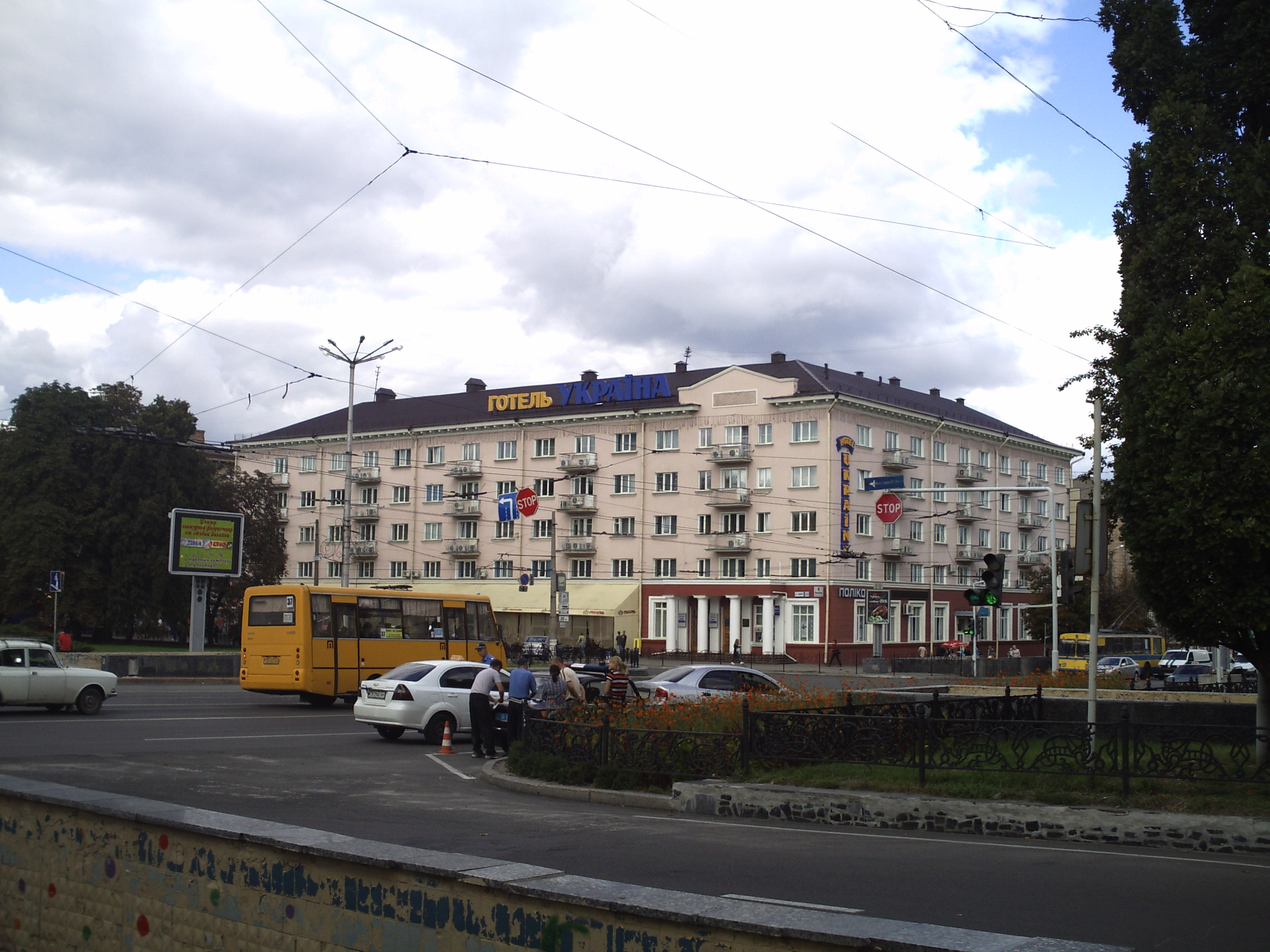
Готель Україна (проспект Миру 33) і проспект Перемоги